# 브로바리 전투

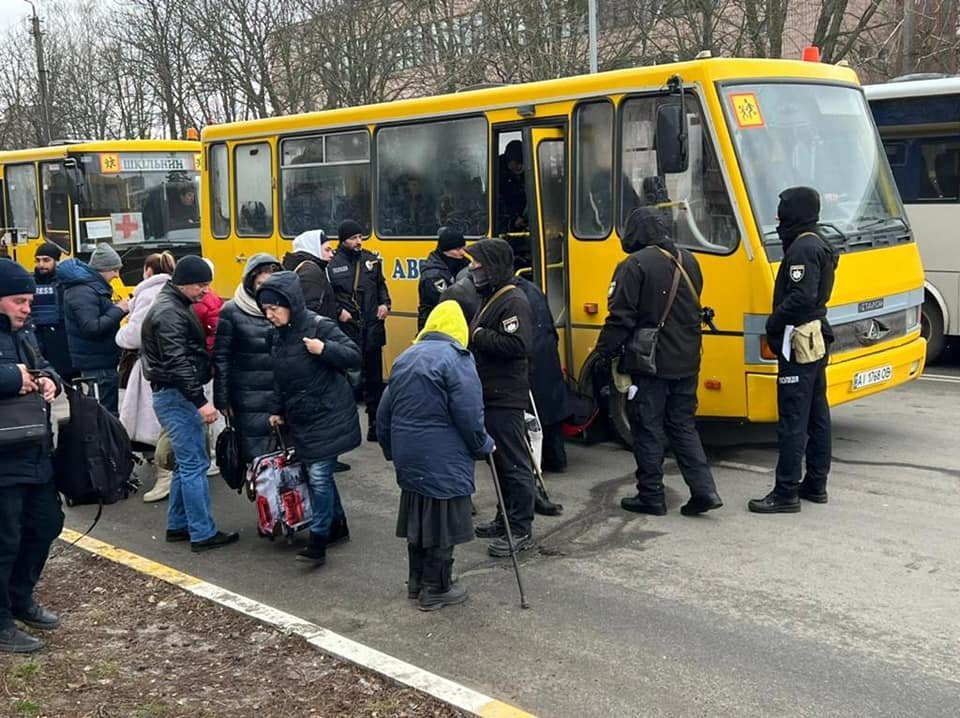
러시아군이 도착하기 전에 브로바리에서 대피하는 우크라이나 민간인

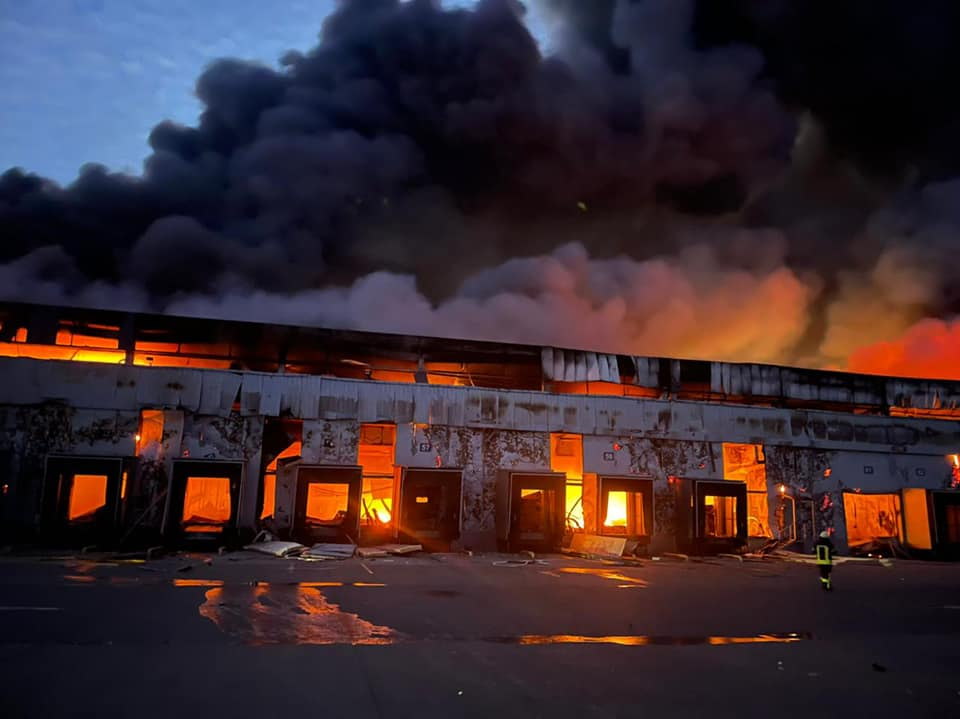
3월 12일 공격을 받은 이후 크비트네베 마을의 식품 창고

브로바리 전투는 2022년 러시아가 우크라이나 수도 키이우 동쪽의 브로바리 교외 지역을 장악하기 위해 우크라이나를 침공하는 동안 벌어진 군사 교전이다. 러시아군은 체르니히우주 남부에서 서쪽으로 진격하여 우크라이나군과 교전했다. 교외 통제권은 2022년 4월 2일 러시아군이 철수할 때까지 논쟁을 벌였다.